# توريفالينياني
توريفالينياني (بالإيطالية: Turrivalignani)‏ هي بلدية في مقاطعة بسكارا في إقليم أبروتسو الإيطالي.

## السكان
في سنة 1861 بلغ عدد السكان 674 نسمة، وتطور العدد ليصل في سنة 2018 لـ 852 نسمة.
يظهر هذا المخطط البياني تطور النمو السكاني لـ توريفالينياني